# Tschirschky (Adelsgeschlecht)

Wappen derer von Tschirschky

Tschirschky (auch Tschierschky bzw. Tschirs(ch)ky und Bögendorff) ist der Name eines alten schlesisch-böhmischen Adelsgeschlechtes.

## Geschichte

### Ursprungslegende
Der Adelsrang der Tschirschkys wird in alten Chroniken auf die angebliche Großtat ihres Ahnherren zurückgeführt. Dieser soll ein böhmischer Köhler gewesen sein, der seinen Lebensunterhalt damit verdiente, dass er in den Wäldern Böhmens Holzkohle brannte. Dort sei er eines Tages von einem Büffel, einem „grimmigen Untier“ (wahrscheinlich ein Wisent) angegriffen worden. Obwohl er unbewaffnet war, sei es ihm gelungen, das Tier mit bloßen Händen zu erschlagen. Sein Landesherr, ein polnischer Fürst, dem der Köhler das tote Tier vorlegte, habe ihm dann zur Belohnung für seine Tat die Wälder, in denen er seinem Gewerbe nachging, zum Lehen gegeben.
Mit Verleihung dieses Grundbesitzes wurde der Köhler zu einem freien Mann und fortan den Rittern und Adeligen zugezählt. Seither sollen die Tschirschkys dem Uradel angehört haben.

### Verbürgte Geschichte
Bereits um die Jahrtausendwende waren die Tschirschkys als freie Herren anerkannt und in den Heroldsämtern der schlesischen Fürstenhäuser verzeichnet. Erstmals in einer Urkunde erwähnt wurde das Geschlecht am 10. März 1329 mit Jeschko Schirousky, auf Stuse, als Lehnsmann des Herzogs Heinrich VI. von Breslau, mit dem auch die ununterbrochene Stammreihe beginnt. Später bildeten sich eine sächsische, eine schlesische und eine brandenburgische Linie. Besonders weit verzweigt war die Familie in Schlesien, Böhmen und Brandenburg.
Von 1606 bis 1626 besaß Joachim von Tschirsky das Niedere Vorwerk in Bögendorf und nannte sich fortan nach dem Stammgut „von Tschirs(ch)ky und Bögendorff“. Als Stammvater der schlesischen Linie gilt der 1657 geborene Ernst Leonhard, der einer Chronik aus Liegnitz zufolge ein Mann gewesen sei, „in dessen schönem Leibe ein recht edler Geist wohnte“. Nach einer Laufbahn im Dienste der Herzöge von Holstein-Plön und der Landstände des Herzogtums Brieg verstarb er im Februar 1721.
Günther von Tschirschky (* 1860; † 1914), der nach dem Unfalltod seines älteren Bruders in die Erbfolge aufgerückt war, heiratete 1887 Johanna Gräfin von Limburg-Stirum (1866–1943). Aus der Ehe gingen acht Kinder hervor, darunter der Offizier Bernhard von Tschirschky, der Eleve Hans Adam von Tschirschky, die Hofdame Sibylla von Tschirschky und der Diplomat Fritz Günther von Tschirschky. Im Umfeld von Herrnhut bewegten sich mehrere Vertreter der Familie. In Sachsen übten sie Mitte des 19. Jahrhunderts mehrfach Hofämter aus und erhielten wie der königlich sächsische Geheime Finanzrat Otto Julius von Tschirschky im Ausland, hier das Komturkreuz des Franz-Joseph-Ordens, nennenswerte Auszeichnungen.
Im südwestlichen Brandenburg stellte das Adelsgeschlecht über drei Generationen im dortigen Landkreis Zauch-Belzig den Landrat.

## Besitzungen
Die schlesischen Tschirschkys waren ursprünglich sehr begütert. Im Fürstentum Schweidnitz gehörten ihnen zeitweise die Güter: Bögendorf, Arnsdorf, Ullersdorf, Schmitzdorf, Pristram, Mechwitz, Meichwitz, Peilau, Koblau, Johnsdorf sowie Domanze, Schlanz, Masselwitz und Kobelau. Während des Dreißigjährigen Krieges und der Befreiungskriege gingen ihnen viele Besitzungen verloren, so dass ihnen im 19. Jahrhundert nur der Stammsitz Kobelau – etwa tausend Morgen im späteren Kreis Frankenstein – blieb.
1904 übernahm Günther von Tschirschky auch die Besitzungen des Vaters seiner Ehefrau, des Politikers und Diplomaten Friedrich zu Limburg-Stirum, in Bromberg in Posen. Die Herrschaft Lobsens bestand aus den vier Gütern Buchen, Eberspark, Tatay und Lobsonka und umfasste zehntausend Morgen und große Waldbestände. Das Gutshaus verlegte Tschirschky ins zentrale Gut Buchen. Mit Klein Glien bei Hagelberg konnte das Adelsgeschlecht im südwestlichen Brandenburg bis zur Bodenreform einen konstanten Besitz nachweisen.

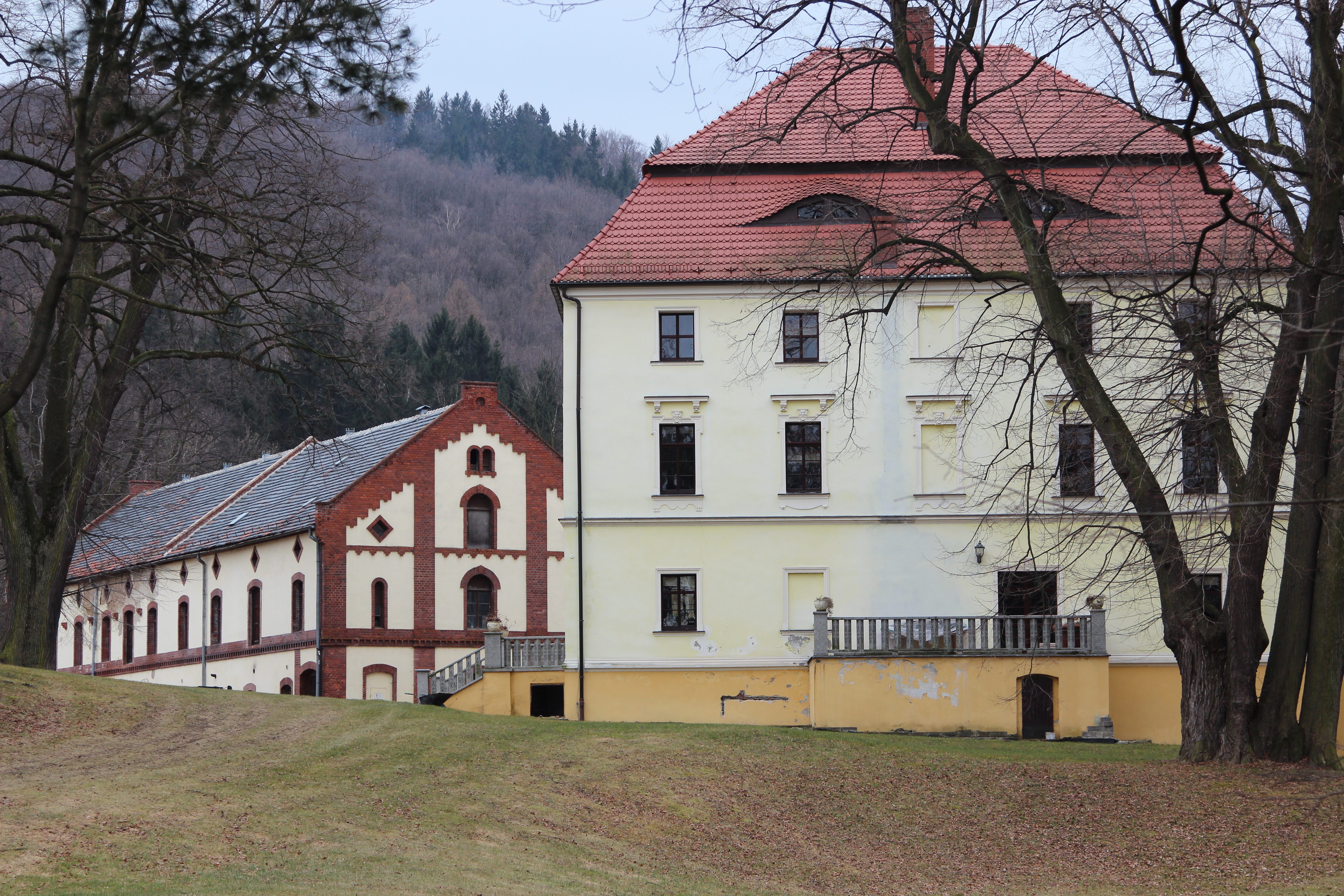
2015 Schloss Ober Bögendorf / Witoszow Gorny
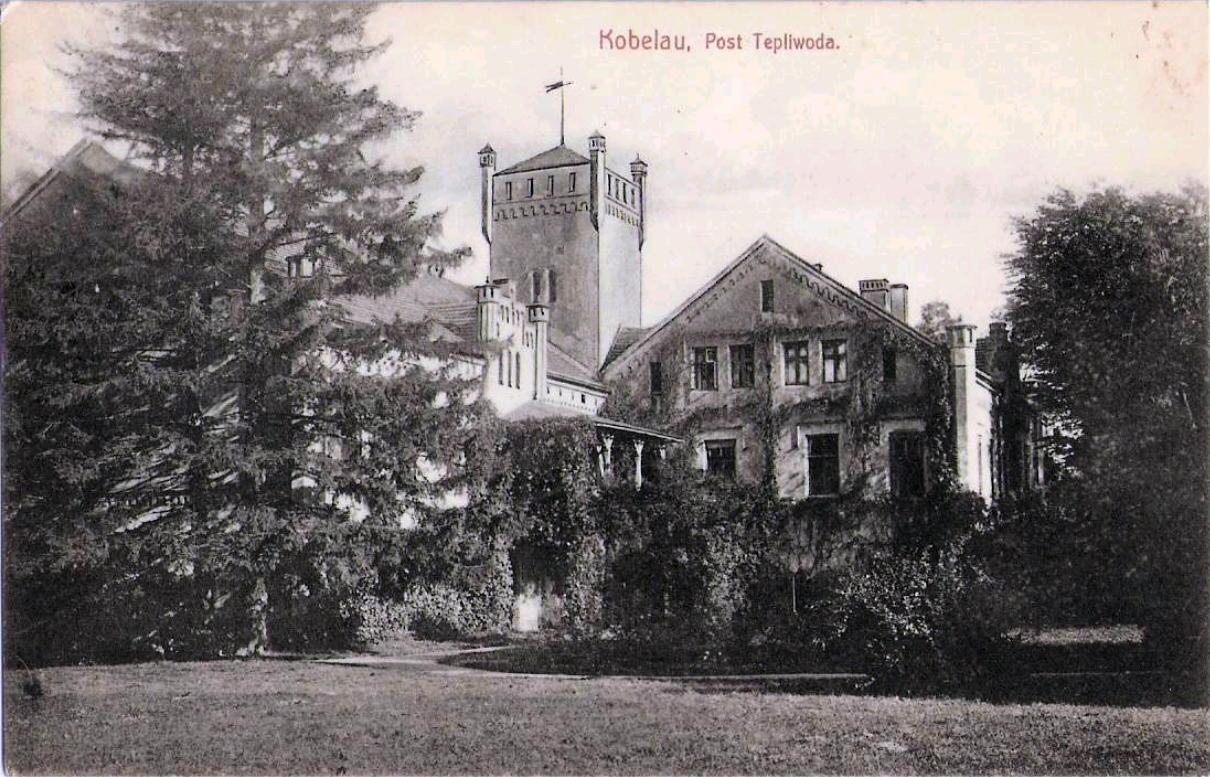
1914 Gut Kobelau / Kobyla Głowa
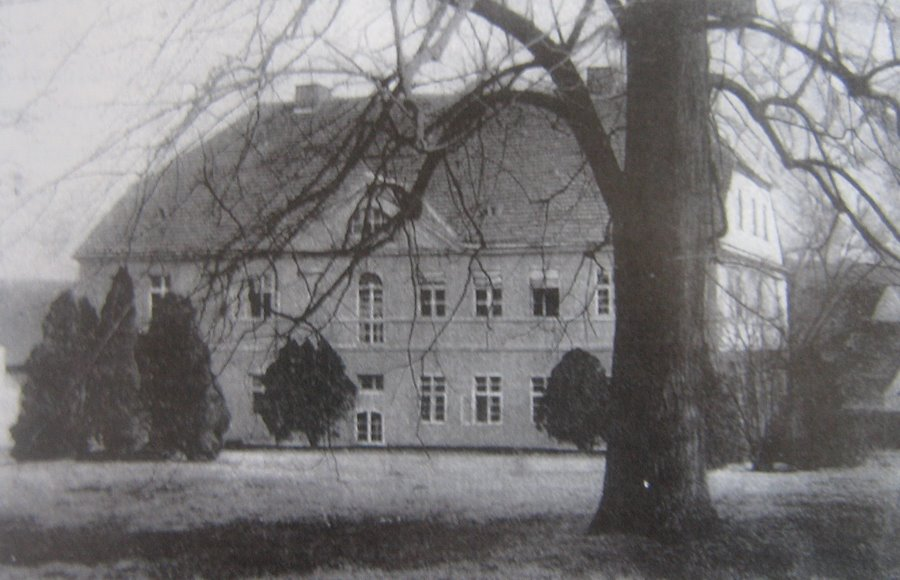
1920 Gut Kunsdorf / Podlésie Niemcza
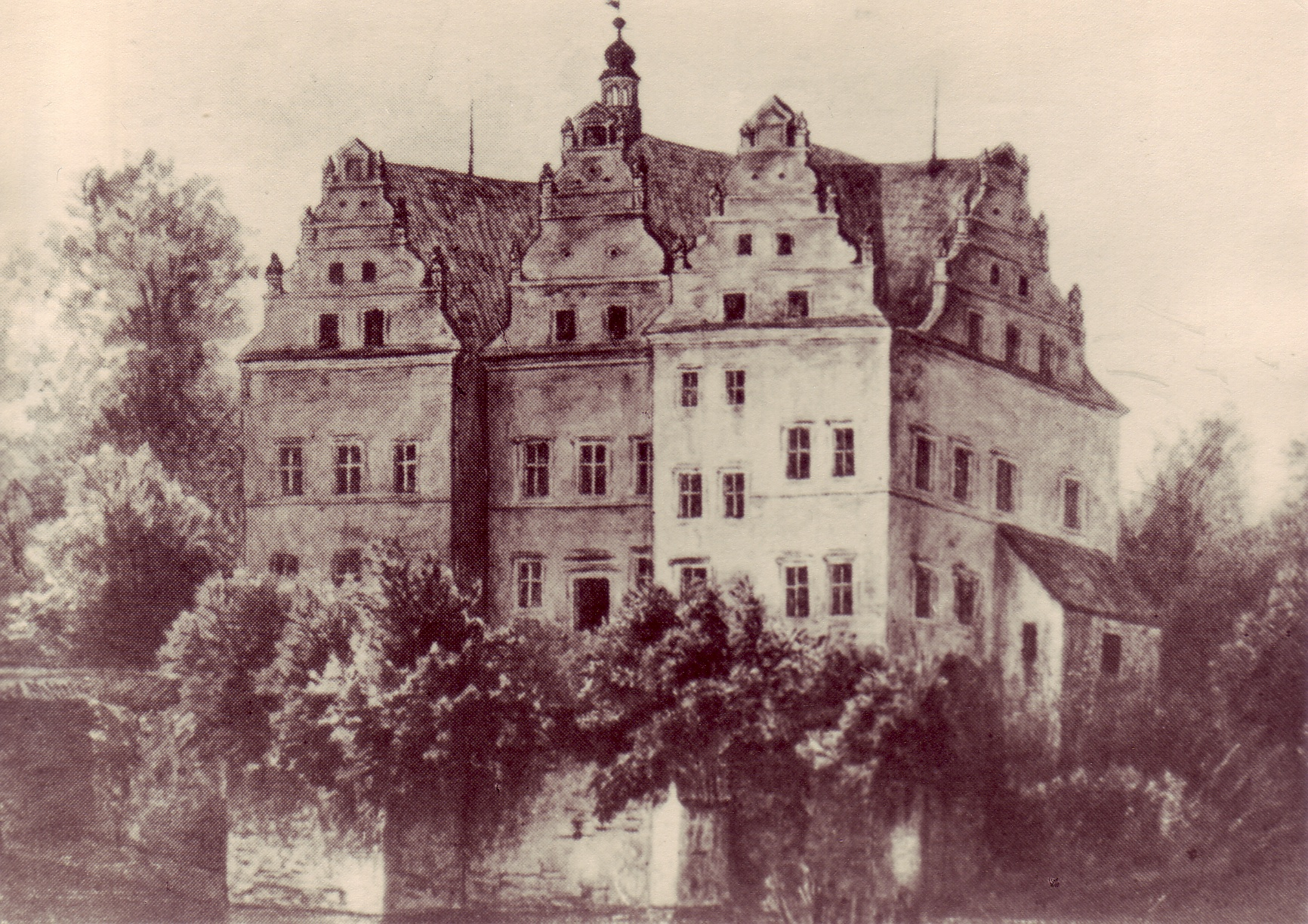
ca. 1730 Schloss Groß Wilkau / Wilków Wielki
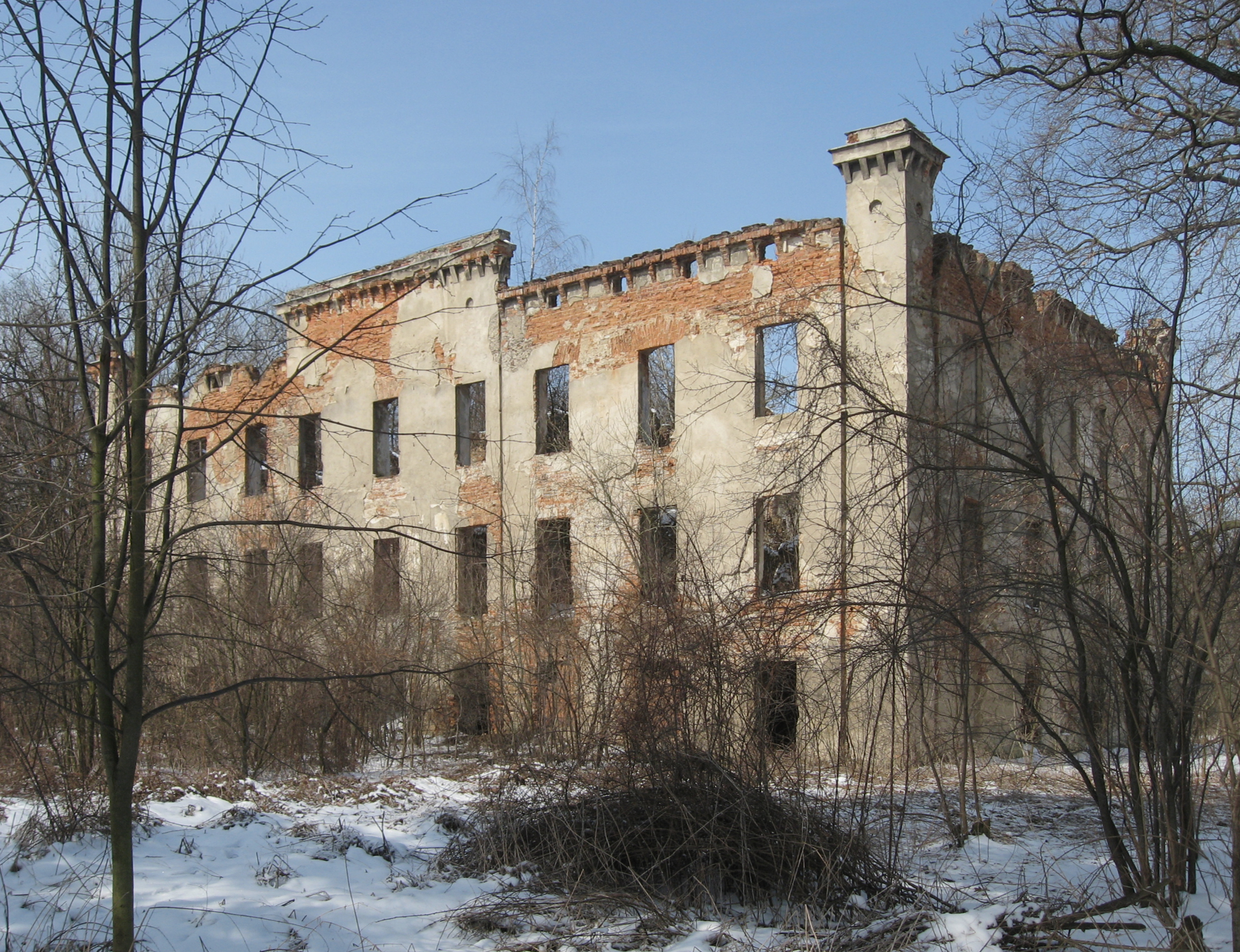
2013 Schloss Arnsdorf / Miłkowice
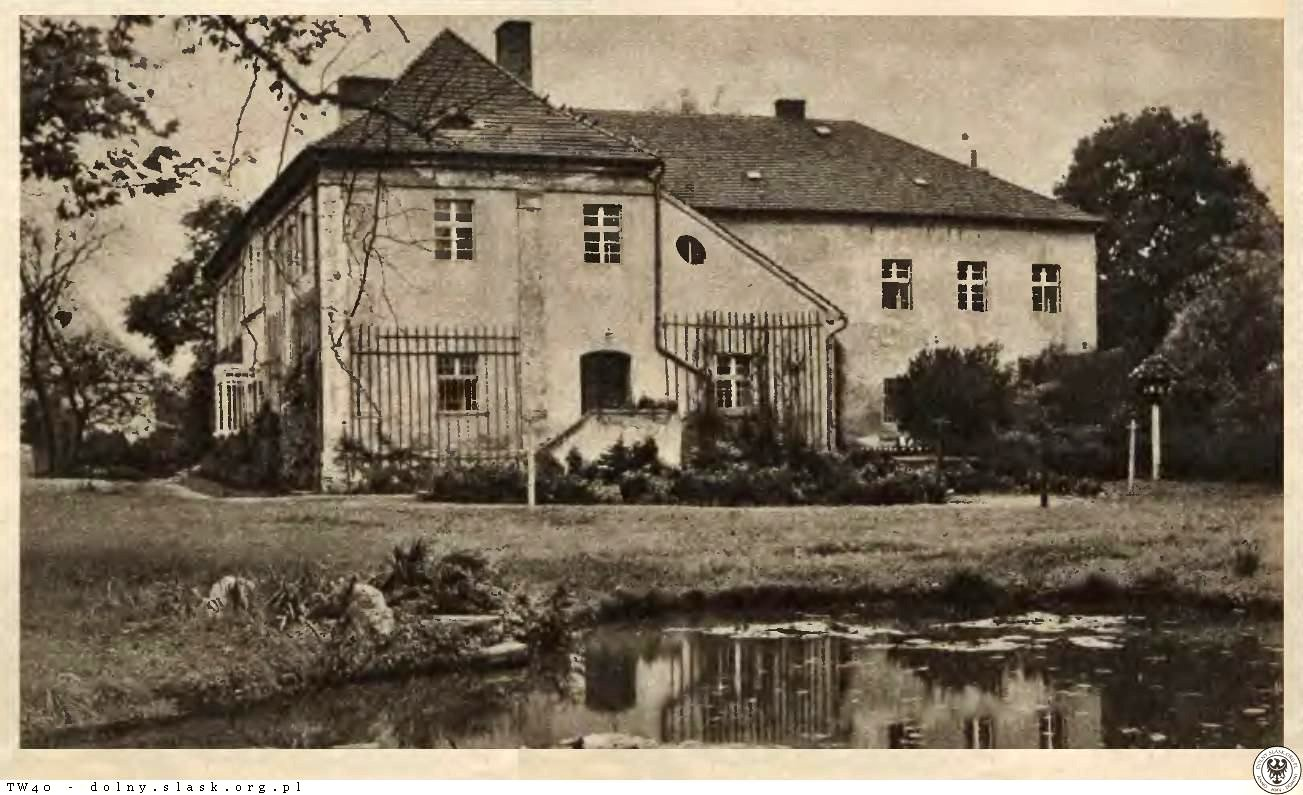
1900 Schloss Pristram / Przystronie
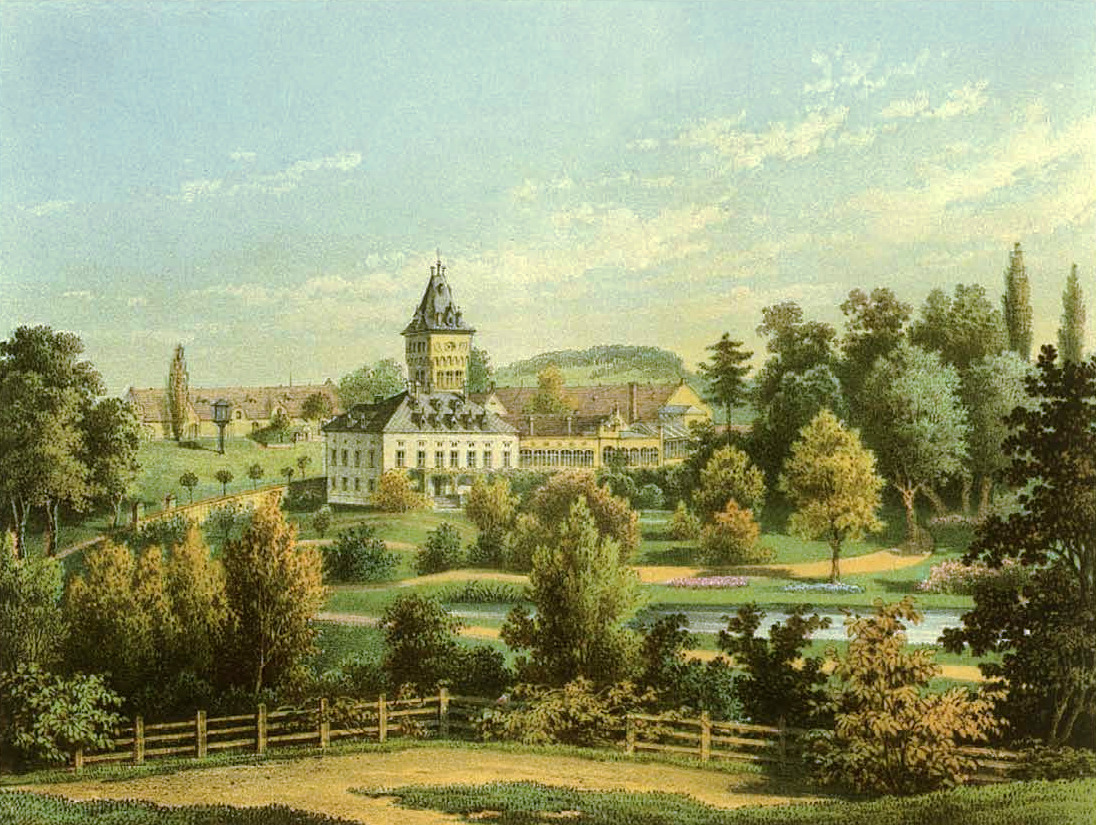
1800 Schloss Peilau-Gladishof / Piława Górna
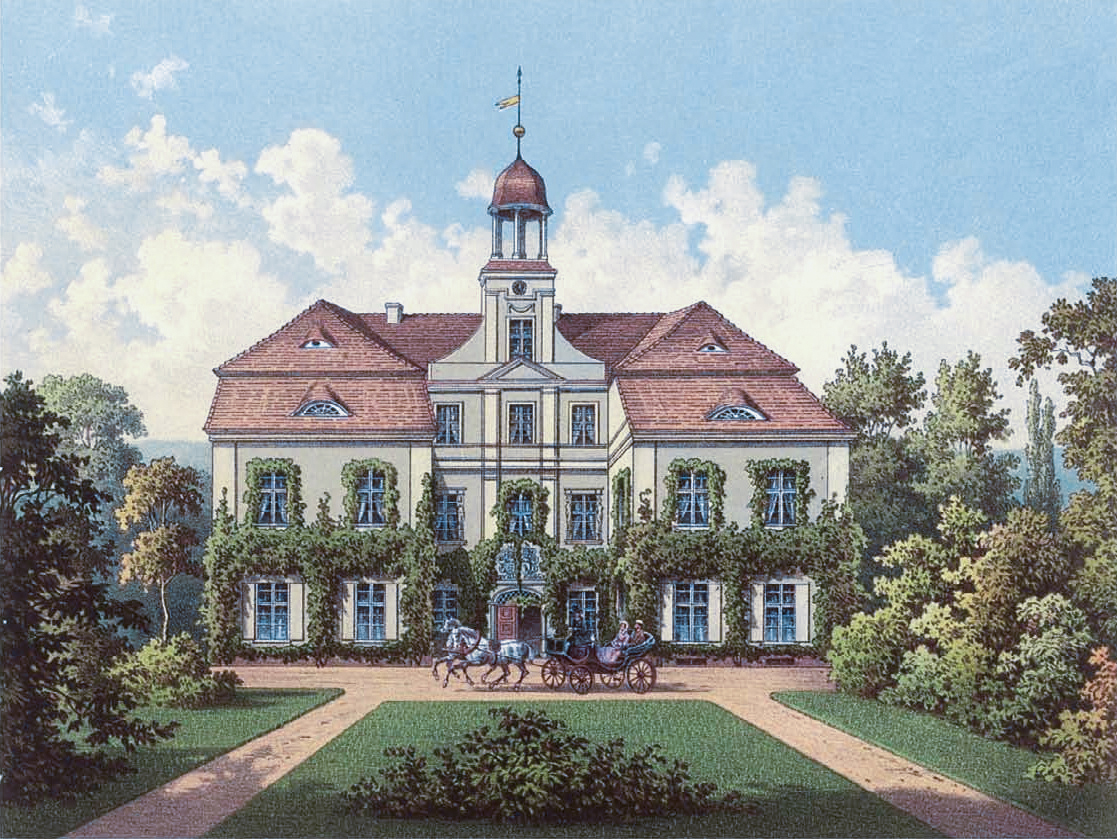
1815 Schloss Nieder Peilau / Piława Dolna
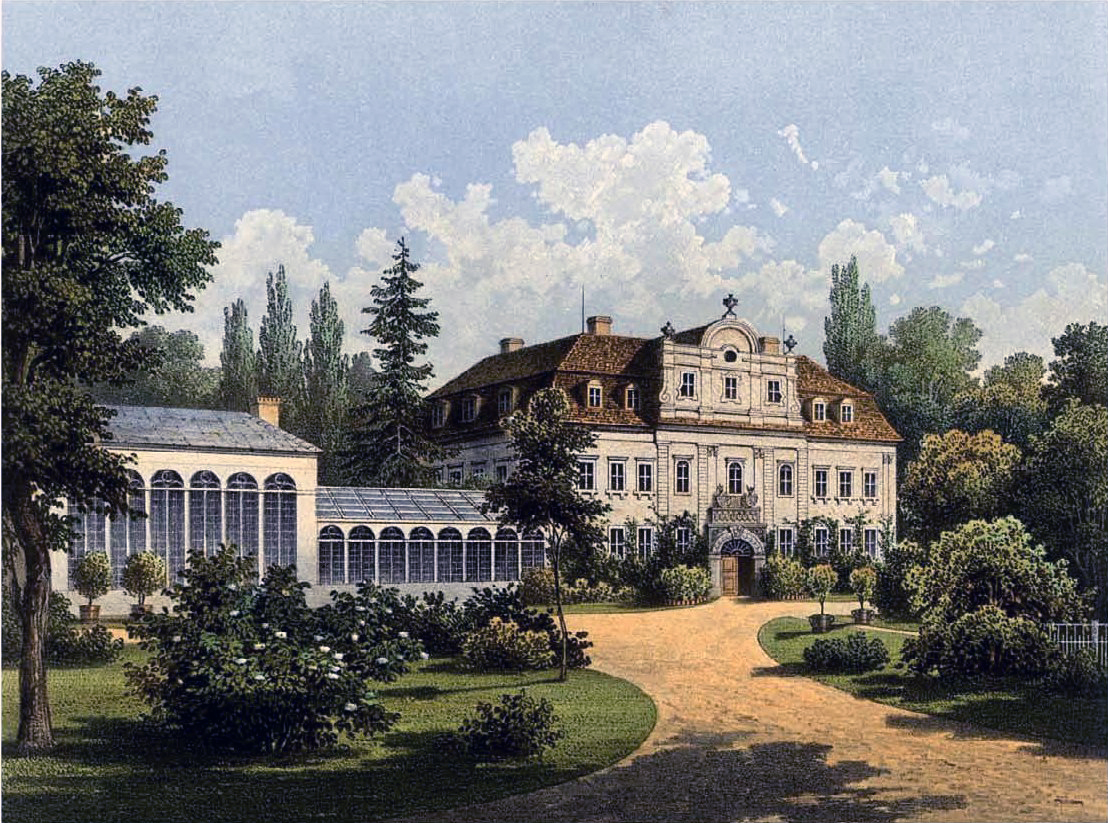
1860 Schloss Kittelau / Kietlin
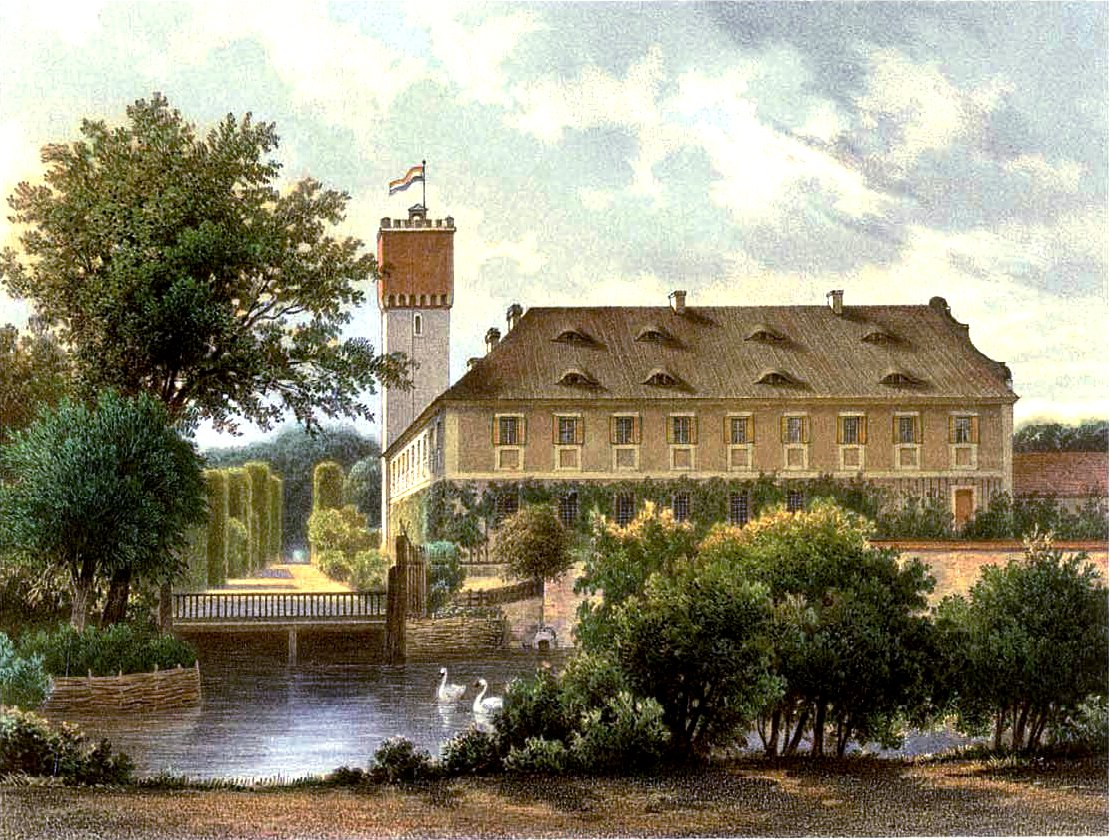
1860 Gut Schlanz / Kobierzyce
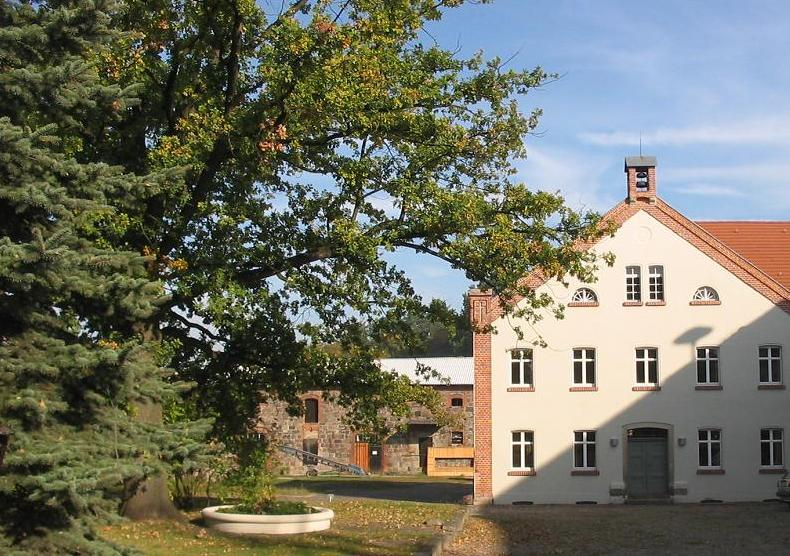
2014 Gutshof Klein Glien

## Wappen
Das Stammwappen zeigt in Rot einen vorwärts gekehrten schwarzen Büffelkopf mit goldenem Nasenring. Auf dem Helm mit rot-silbernen Decken zwei silberne Büffelhörner.
1855 vermehrten die von Tschirschky ihr Wappen mit dem Wappen derer von Reichel.

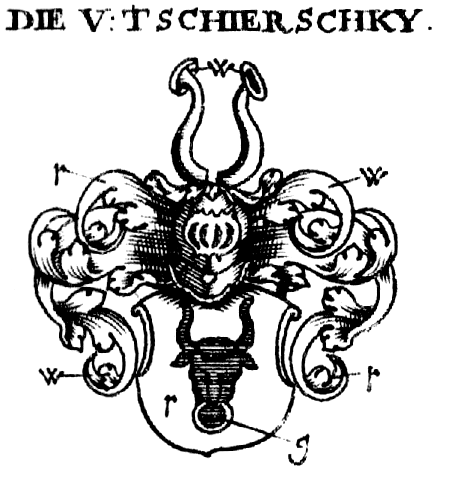
Wappen derer von Tschirschky in Siebmachers Wappenbuch ca. 1701
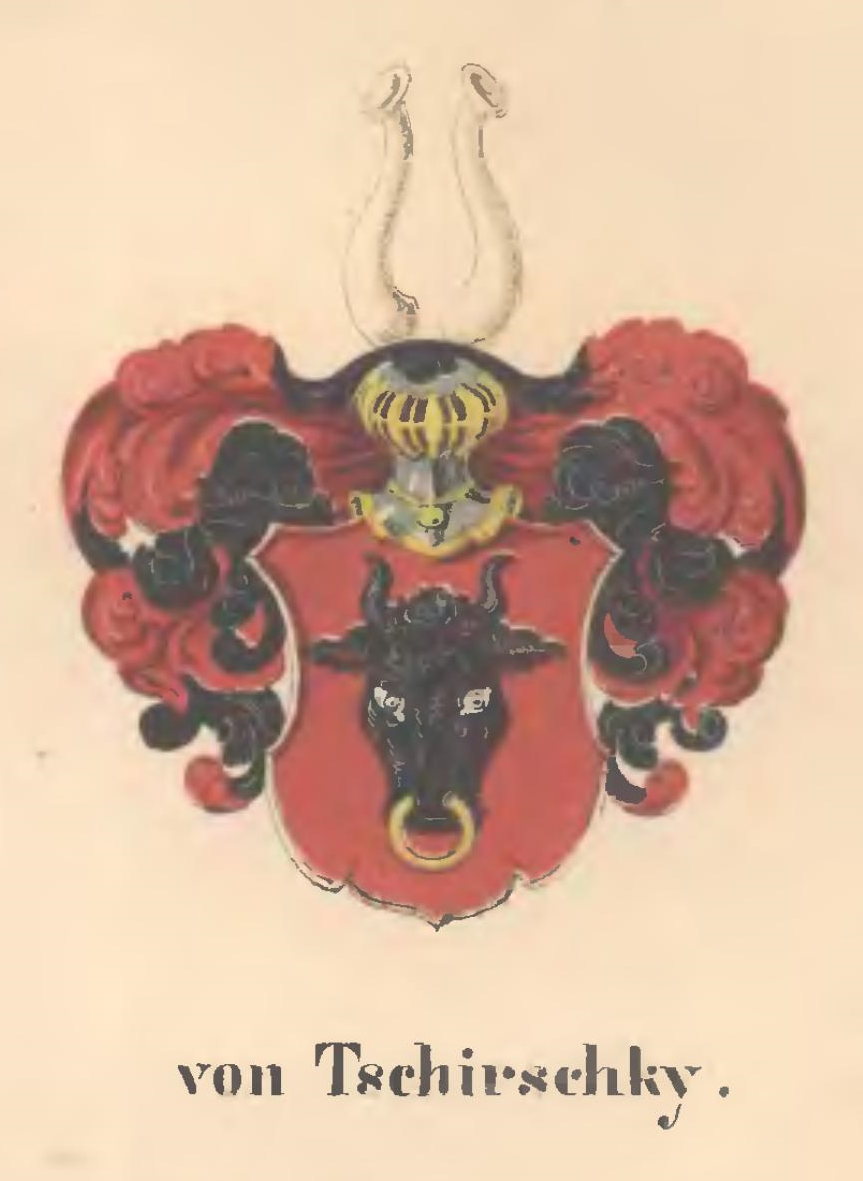
Wappen derer von Tschirschky (1847 Leonhard Dorst)
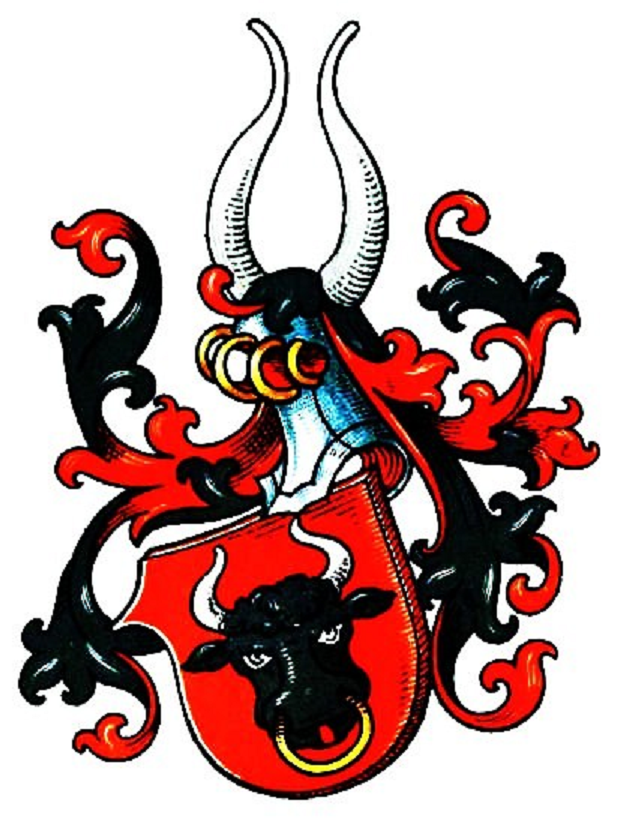
Wappen derer von Tschirschky im schlesischen Wappenbuch
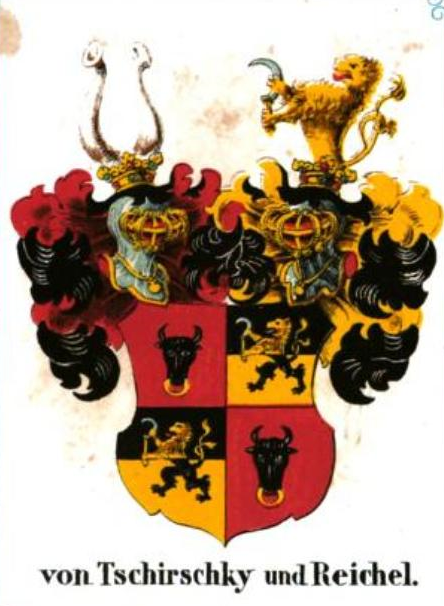
Vereinigtes Wappen derer von Tschirschky-Reichel, 1855

## Bekannte Vertreter

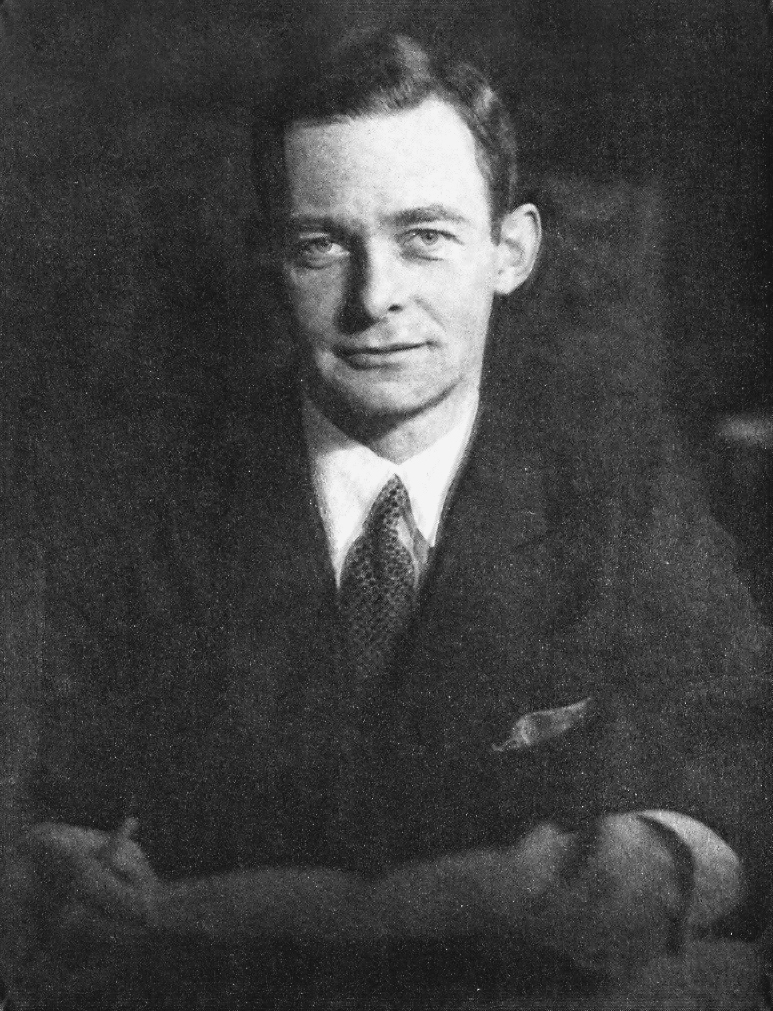
Fritz Günther von Tschirschky (1900–1980)

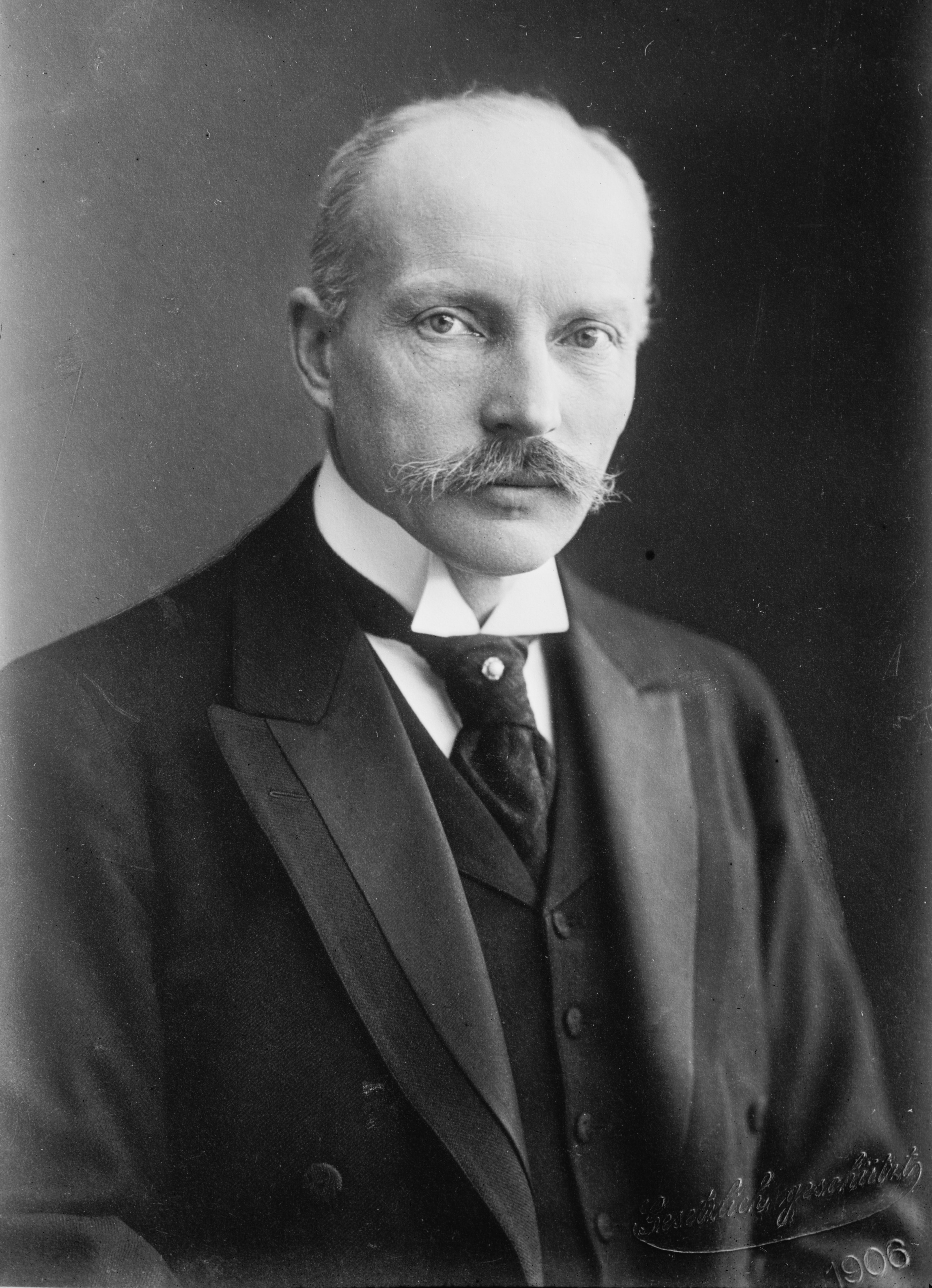
Heinrich von Tschirschky (1858–1916)

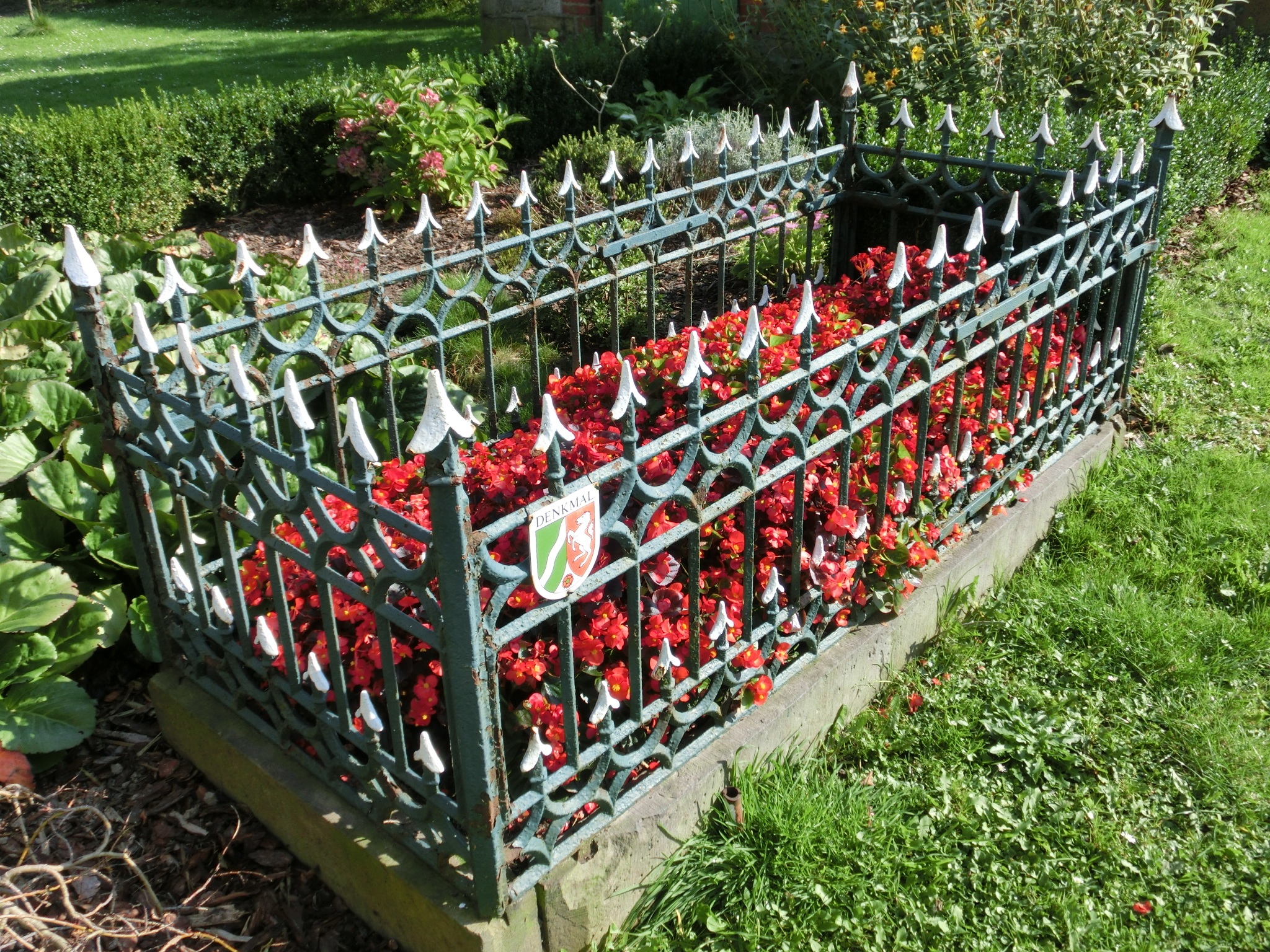
Grab des Carl von Tschirschky (1802–1833) bei Vlotho

- Adam Leonhard von Tschirschky und Bögendorff (1723–1786), preußischer Regierungspräsident
- Adolf von Tschirschky und Bögendorff (1828–1893), sächsischer Generalleutnant[8]
- Benno von Tschirschky-Reichell (1810–1878), Gutsbesitzer Gut Schlanz und preußischer Politiker
- Bernhard von Tschirschky (1888–1918), deutscher Offizier, Kapitänleutnant sowie Marineattaché
- Bernhard Hans Levin von Tschirschky und Bögendorff (1862–1930), preußischer Landrat[9][10] des Kreises Zauch-Belzig[11] Stiftsverweser d. Weltadeligen Fräuleinstift Joachimstein[12]
- Bernhard von Tschirschky und Bögendorff (1888–1916), preußischer Marineoffizier, Kommandeur, Marineattaché im osmanischen Reich
- Carl Wilhelm von Tschirschky (1735–1803), preußischer Generalmajor
- Carl Otto Heinrich von Tschirschky und Bögendorff (1802–1833), preußischer Offizier, Erweckungsprediger, Pietist, Separatist[13]
- Ernst Richard von Tschirschky und Bögendorff (1822–1904), preußischer Offizier und Kommandeur des Herzoglich Braunschweigischen Infanterie-Regiments Nr. 92
- Friedrich August Albrecht von Tschirschky (1734–1799), preußischer Generalmajor, Kommandant der Zitadelle Wesel
- Friedrich Gotthard Hartwig von Tschirschky und Bögendorff (1717–1765), preußischer Landrat im Landkreis Brieg
- Friedrich Leonhard Conrad von Tschirschky und Bögendorff (1760–1810), preußischer Landrat im Landkreis Oppeln (1797–1810)
- Friedrich Ludwig von Tschirschky und Bögendorf (1769–1829), königlich-sächsischer Landesbestallter des Markgrafentums Oberlausitz, Gutsbesitzer und Gelehrter
- Fritz Günther von Tschirschky (1900–1980), deutscher Diplomat und Politiker
- George Heinrich von Tschirschky (1718–1785),[14] preußischer Landrat der Landkreise Oppeln (1752–1765) und Falkenberg O.S. (1770–1785)
- Hans von Tschirschky und Bögendorff (1864–1935), Kommandeur des 3. Garde-Ulanen-Regiments und der 2. Garde-Kavallerie-Brigade
- Heinrich Friedrich Levin von Tschirschky und Bögendorff (1828–1852), Landrat des Landkreises Zauch-Belzig
- Heinrich Leonhard von Tschirschky und Bögendorff (1858–1916), deutscher Diplomat von 1909 bis 1916 deutscher Botschafter in Österreich-Ungarn
- Julius Friedrich von Tschirschky und Bögendorff (1737–1814), seit 1774 Herr von Peilau-Schlössel
- Karl Friedrich August von Tschirschky und Bögendorff (1811–1894), sächsischer Offizier und Hofbeamter
- Mortimer von Tschirschky (1844–1908), deutscher Majoratsherr und Parlamentarier
- Otto Julius von Tschirschky und Bögendorff (1818–1903), sächsischer Wirklicher Geheimer Rat und der erste Generaldirektor der Königlich Sächsischen Staatseisenbahnen